# Cryptops nivicomes
Cryptops nivicomes är en mångfotingart som beskrevs av Karl Wilhelm Verhoeff 1938. Cryptops nivicomes ingår i släktet Cryptops och familjen Cryptopidae. Inga underarter finns listade i Catalogue of Life.